# Natálya Anderle
Natália Alberto Anderle (Roca Sales, 13 de junho de 1986) é a Miss Brasil 2008, representando o Estado do Rio Grande do Sul. Ela foi coroada Miss Brasil 2008 na noite de domingo, 13 de abril, no Citibank Hall, em São Paulo. Natália Anderle foi coroada (com peça criada pelo joalheiro Ricardo Vieira)  pela  Miss Brasil 2007, a mineira Natália Guimarães. 
A vencedora do concurso recebeu o maior prêmio oferecido desde 1954: duzentos mil reais, um automóvel zero quilômetro e um relógio de porcelana com brilhantes. Não conseguiu classificação entre as semifinalistas durante o Miss Universo 2008, ocorrido em 14 de julho no Vietnã.
A candidata de Encantado foi coroada Miss Rio Grande do Sul 2008 na noite de 16 de outubro, às 22h, no Canoas Parque Hotel, em Canoas. Perguntada sobre o que fará com o dinheiro que ganhou, ela respondeu que vai ajudar sua família; seus pais são agricultores no Rio Grande do Sul. É formada em Cosmetologia.